# WTA 125
WTA 125 is een categorie waaronder bepaalde toernooien van het WTA-tenniscircuit worden georganiseerd. WTA 125-toernooien hebben doorgaans een dotatie (prijzenpot) van US$ 115.000 en vormen een instapcategorie voor de WTA-kalender. Deze categorie wordt sinds het WTA-seizoen van 2021 gehanteerd, en is de rechtstreekse opvolger van de categorie WTA Challenger, die geldig was in de periode 2009–2020.
Aan de winnaars van deze toernooien werden 160 WTA-ranglijstpunten toegekend in de periode 2021–2023. In 2024 werd dit verlaagd naar 125 punten.

## Lijst van WTA 125-toernooien
Hieronder volgt een overzicht van alle toernooien en titelhoudsters in de categorie "WTA 125" gedurende 2024.
| toernooi                | titelhoudster enkelspel   | sinds      |         |
| ----------------------- | ------------------------- | ---------- | ------- |
| WTA Canberra            | Nuria Párrizas Díaz       | 2024-01-06 | details |
| WTA Mumbai              | Darja Semeņistaja         | 2024-02-11 | details |
| WTA Puerto Vallarta     | McCartney Kessler         | 2024-02-25 | details |
| WTA Charleston 1        | Elisabetta Cocciaretto    | 2024-03-16 | details |
| WTA Antalya             | Jéssica Bouzas Maneiro    | 2024-03-31 | details |
| WTA San Luis Potosí     | Nadia Podoroska           | 2024-03-31 | details |
| WTA La Bisbal d'Empordà | María Lourdes Carlé       | 2024-04-07 | details |
| WTA Oeiras              | Suzan Lamens              | 2024-04-21 | details |
| WTA Saint-Malo          | Loïs Boisson              | 2024-05-05 | details |
| WTA Lleida              | Kateřina Siniaková        | 2024-05-05 | details |
| WTA Parma               | Anna Karolína Schmiedlová | 2024-05-18 | details |
| WTA Parijs Clarins      | Diana Sjnajder            | 2024-05-19 | details |
| WTA Bari                | Anca Todoni               | 2024-06-09 | details |
| WTA Makarska            | Katie Volynets            | 2024-06-09 | details |
| WTA Valencia            | Ann Li                    | 2024-06-16 | details |
| WTA Gaiba               | Alycia Parks              | 2024-06-23 | details |
| WTA Båstad              | Martina Trevisan          | 2024-07-14 | details |
| WTA Contrexéville       | Lucia Bronzetti           | 2024-07-14 | details |
| WTA Warschau            | Alycia Parks              | 2024-07-27 | details |
| WTA Hamburg             | Anna Bondár               | 2024-08-10 | details |
| WTA Barranquilla        | Nadia Podoroska           | 2024-08-17 | details |
| WTA Guadalajara         | Kamilla Rachimova         | 2024-09-07 | details |
| WTA Montreux            | Irina-Camelia Begu        | 2024-09-08 | details |
| WTA Ljubljana           | Jil Teichmann             | 2024-09-15 | details |
| WTA Boekarest           | Miriam Bulgaru            | 2024-09-15 | details |
| WTA Hongkong            | Ajla Tomljanović          | 2024-10-06 | details |
| WTA Tampico             | Marina Stakusic           | 2024-10-26 | details |
| WTA Santa Cruz          | Anca Todoni               | 2024-11-03 | details |
| WTA Midland             | Rebecca Marino            | 2024-11-10 | details |
| WTA Cali                | Irina-Camelia Begu        | 2024-11-09 | details |
| WTA Charleston 2        | Renata Zarazúa            | 2024-11-24 | details |
| WTA Colina              | Nina Stojanović           | 2024-11-24 | details |
| WTA Buenos Aires        | Mayar Sherif              | 2024-12-01 | details |
| WTA Angers              | Alycia Parks              | 2024-12-08 | details |
| WTA Florianópolis       | Maja Chwalińska           | 2024-12-08 | details |
| WTA Limoges             | Viktorija Golubic         | 2024-12-15 | details |